# Врапце
Врапце (серб. Врапце) — населённый пункт в общине Медведжя Ябланичского округа Республики Сербии.

## Население
Согласно переписи населения 2002 года, в селе проживало 45 человек (20 сербов, 1 югослав, 1 албанец, 23 лица неизвестной национальности).
| Численность населения | Численность населения | Численность населения | Численность населения | Численность населения | Численность населения | Численность населения | Численность населения |
| 1948                  | 1953                  | 1961                  | 1971                  | 1981                  | 1991                  | 2002                  | 2011                  |
| --------------------- | --------------------- | --------------------- | --------------------- | --------------------- | --------------------- | --------------------- | --------------------- |
| 354                   | 385                   | 328                   | 225                   | 133                   | 69                    | 45                    | 45                    |

## Религия
Согласно церковно-административному делению Сербской православной церкви, село относится к Сияриньскобаньскому приходу Ябланичского архиерейского наместничества Нишской епархии.

## Достопримечательности
- «Двор Михайла Йоича» — некрополь брницкой культуры позднего бронзового века[4].